# پیاده‌روی ستارگان میندزیزدرویه
پیاده‌روی ستارگان میِندزیزدرویه (لهستانی: Promenada Gwiazd w Międzyzdrojach) یک پیاده‌روی مشاهیر در شهر میِندزیزدرویه لهستان است که در سال ۱۹۹۶ تأسیس شد و در نخستین مراسم، برخی ستارگان و نام‌آوران فرهنگ و هنر لهستان اثر دستان خود را در لوح‌های یادبود ثبت کردند.
در سال‌های ۲۰۱۶–۲۰۱۸، یک همه‌پرسی اینترنتی برای انتخاب «نماد مردمی» برگزار شد که در آن کاربران اینترنت حق انتخاب یک نماد فرهنگی-هنری را داشتند و قرار بود تا به فردی که بیشترین رای را کسب کرده بود لوح ویژه‌ای اهدا شود.
در سال‌های ۲۰۲۰ تا ۲۰۲۱، مراسم اهدای ستاره به دلیل همه‌گیری کووید ۱۹ برگزار نشد.

## نگارخانه

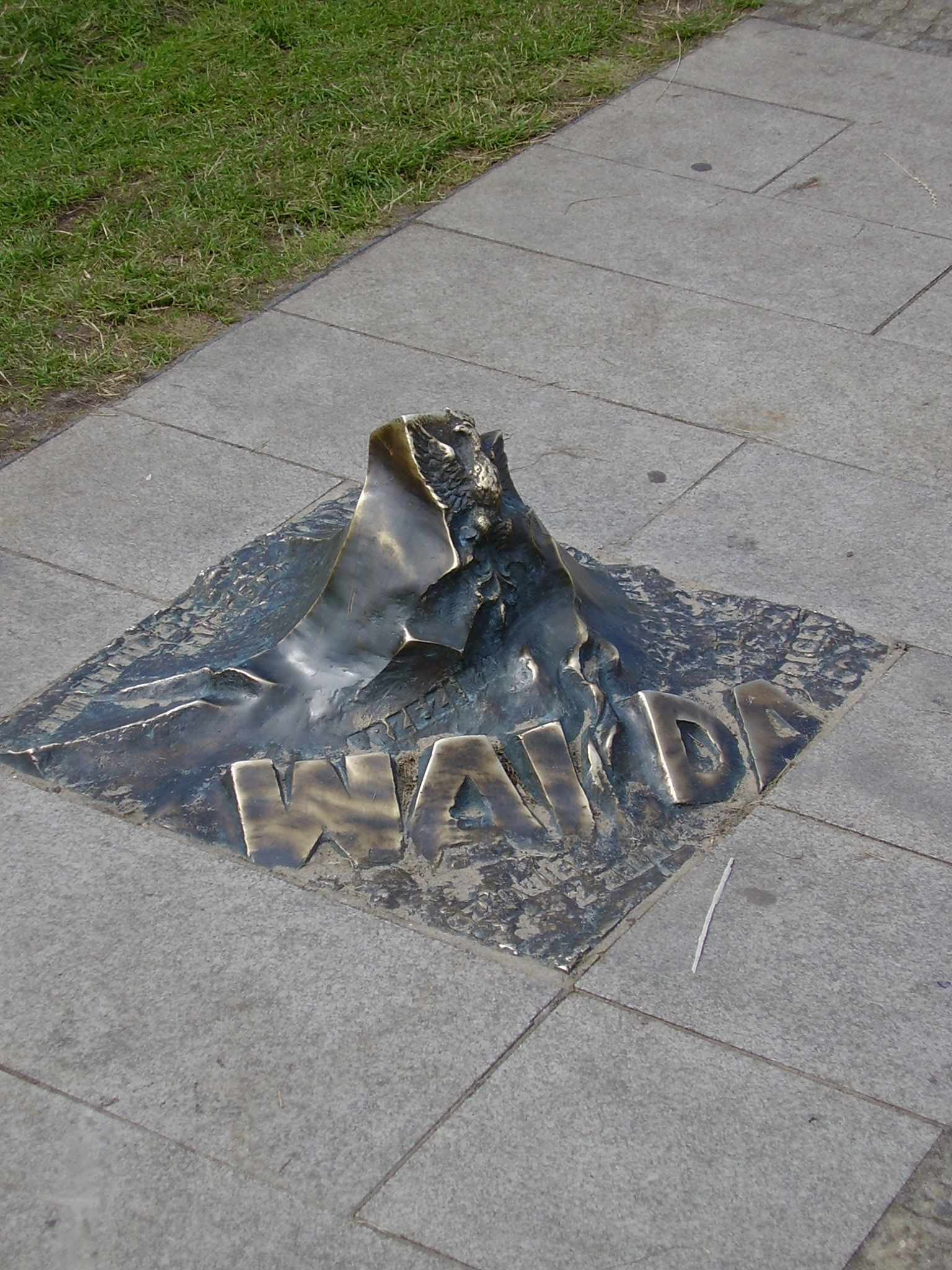
نماد یادبودی برای آندری وایدا
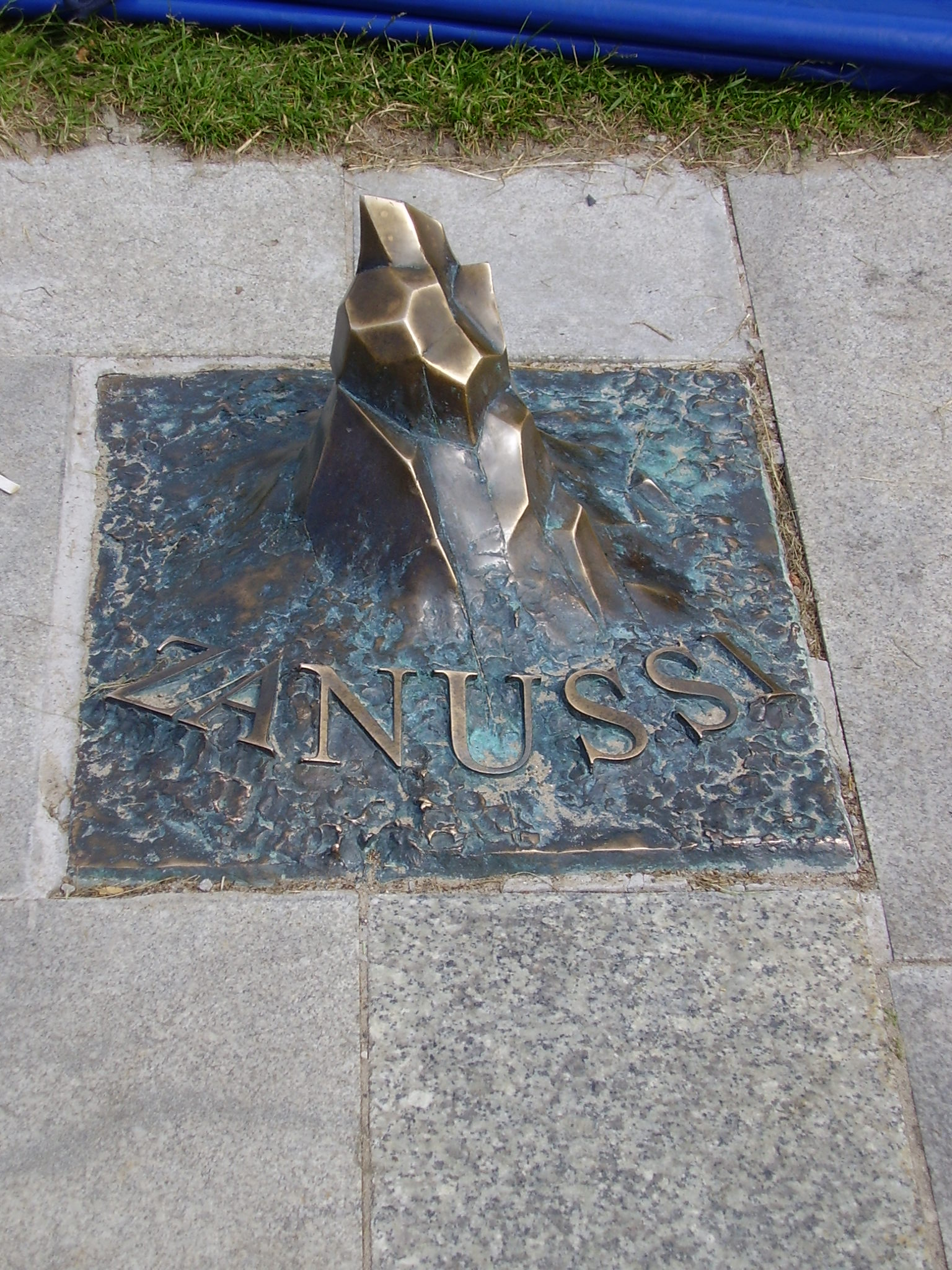
نماد یادبودی برای کشیشتف زانوسی
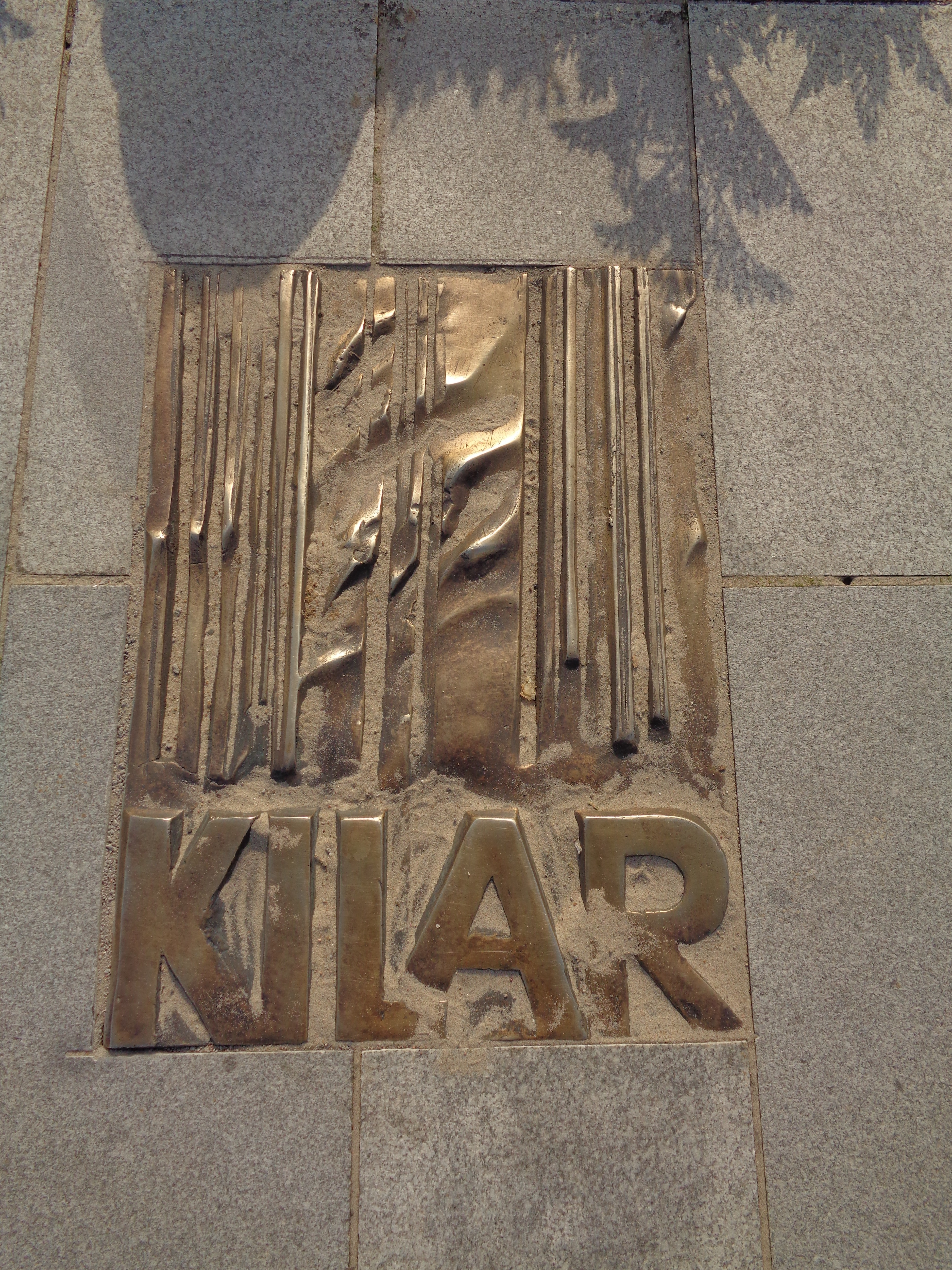
نماد یادبودی برای وویچیخ کیلار
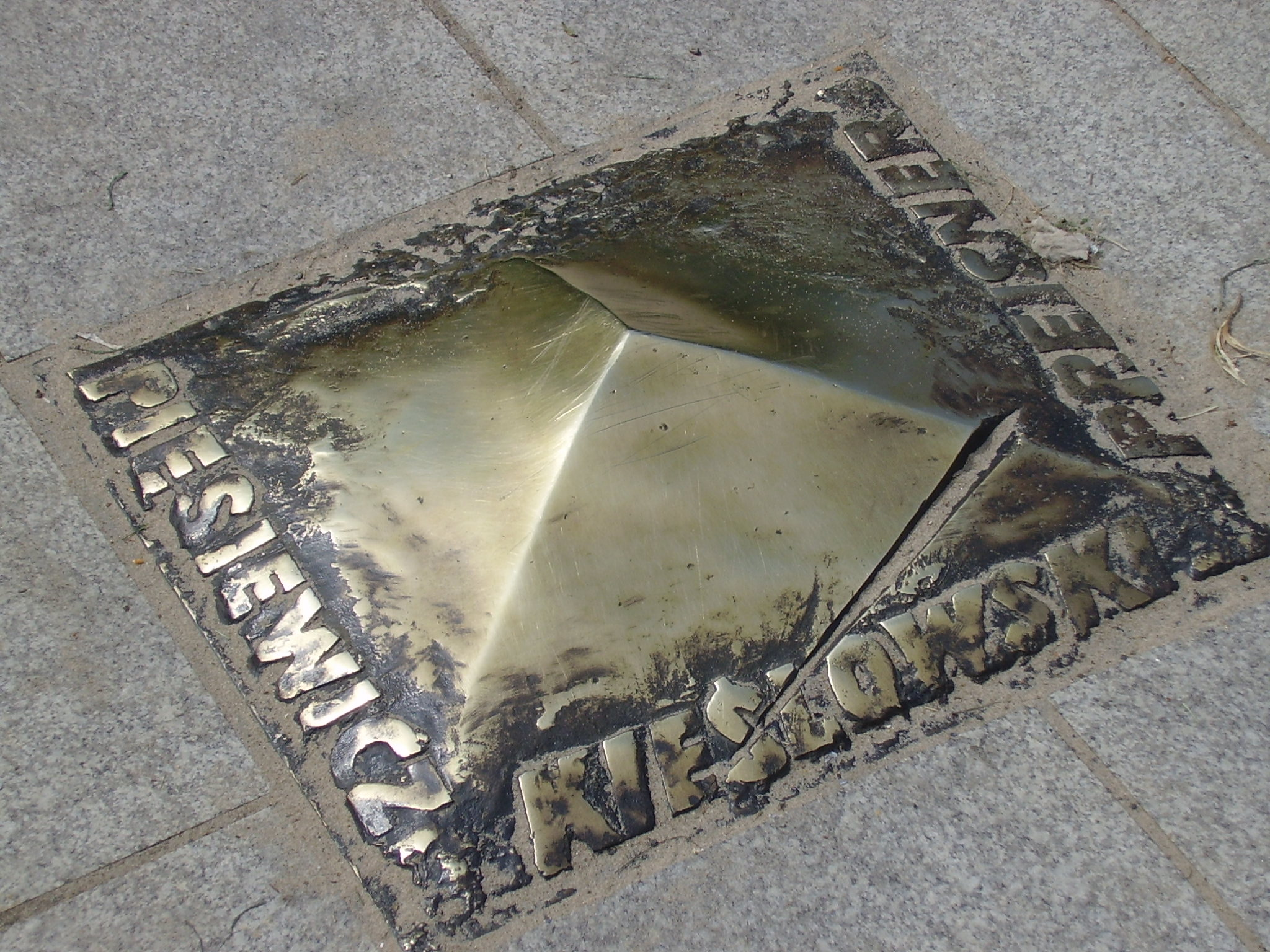
نماد یادبودی به افتخار کریشتوف کیشلوفسکی، زبیگنیف پرایسنر و کشیشتف پیسیویچ
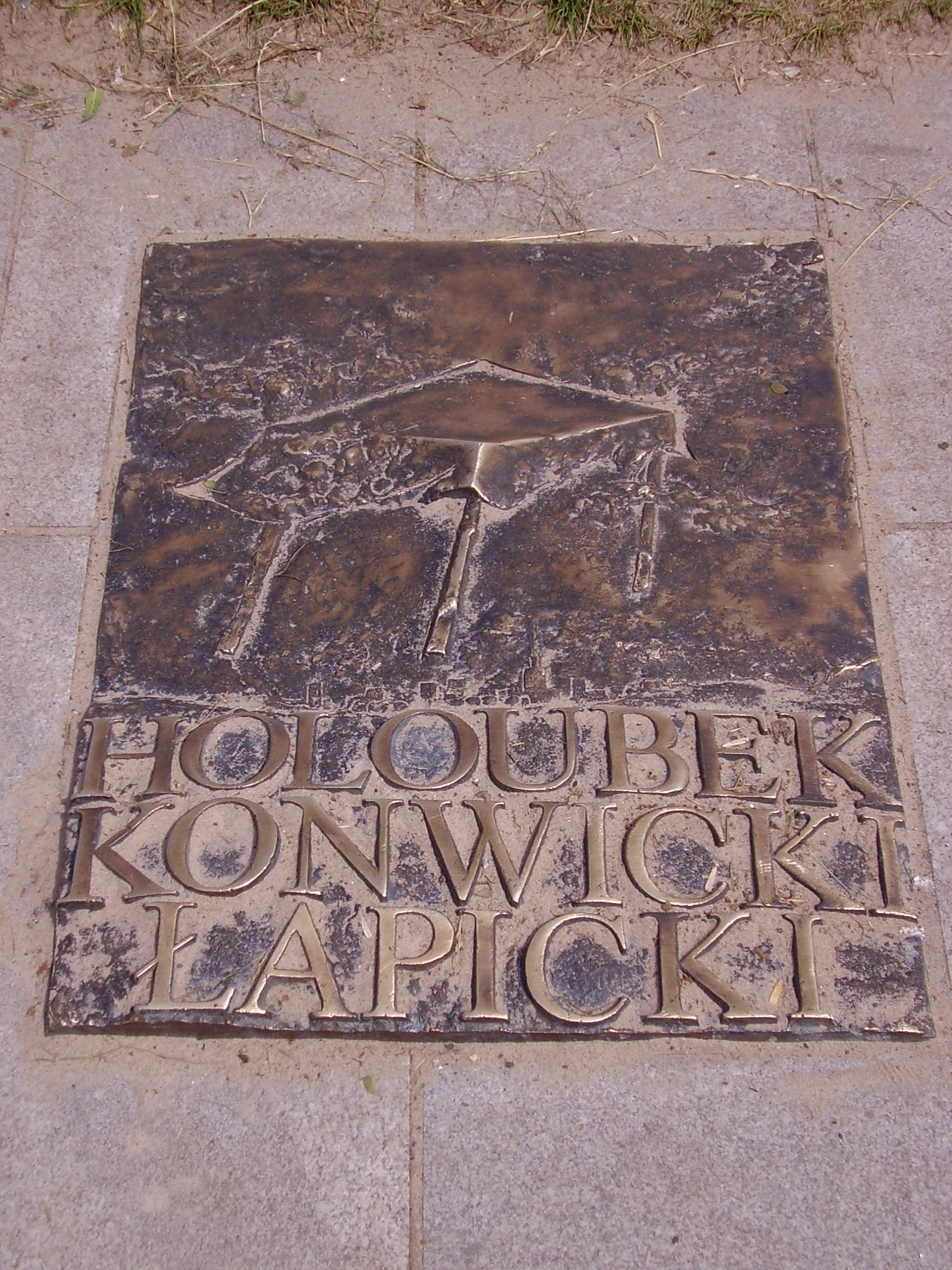
نماد یادبودی به افتخار گوستاف هولوبک، تادئوش کونویتسکی و آندژی واپیتسکی
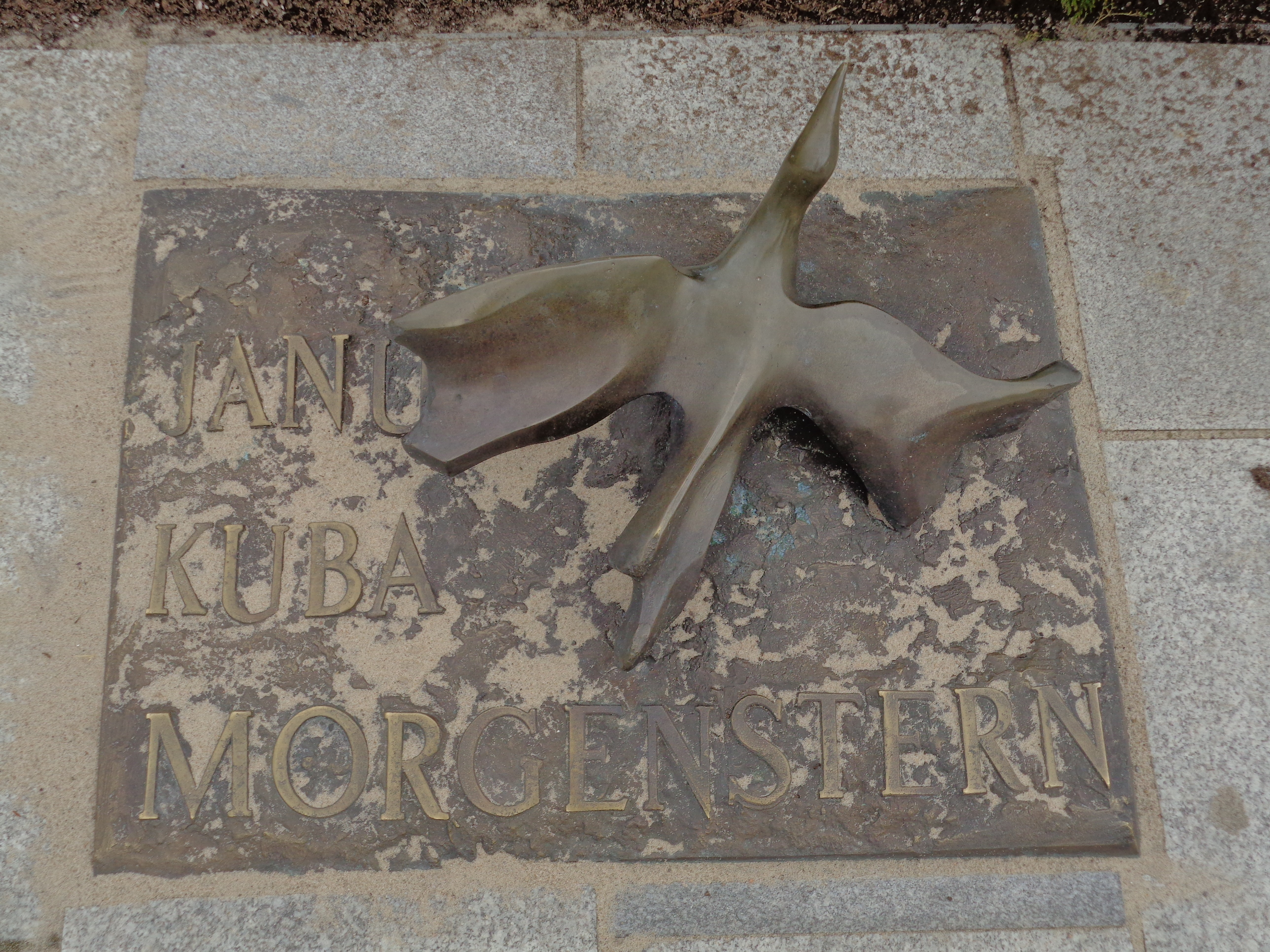
نماد یادبودی برای یانوش مورگن‌اشترن
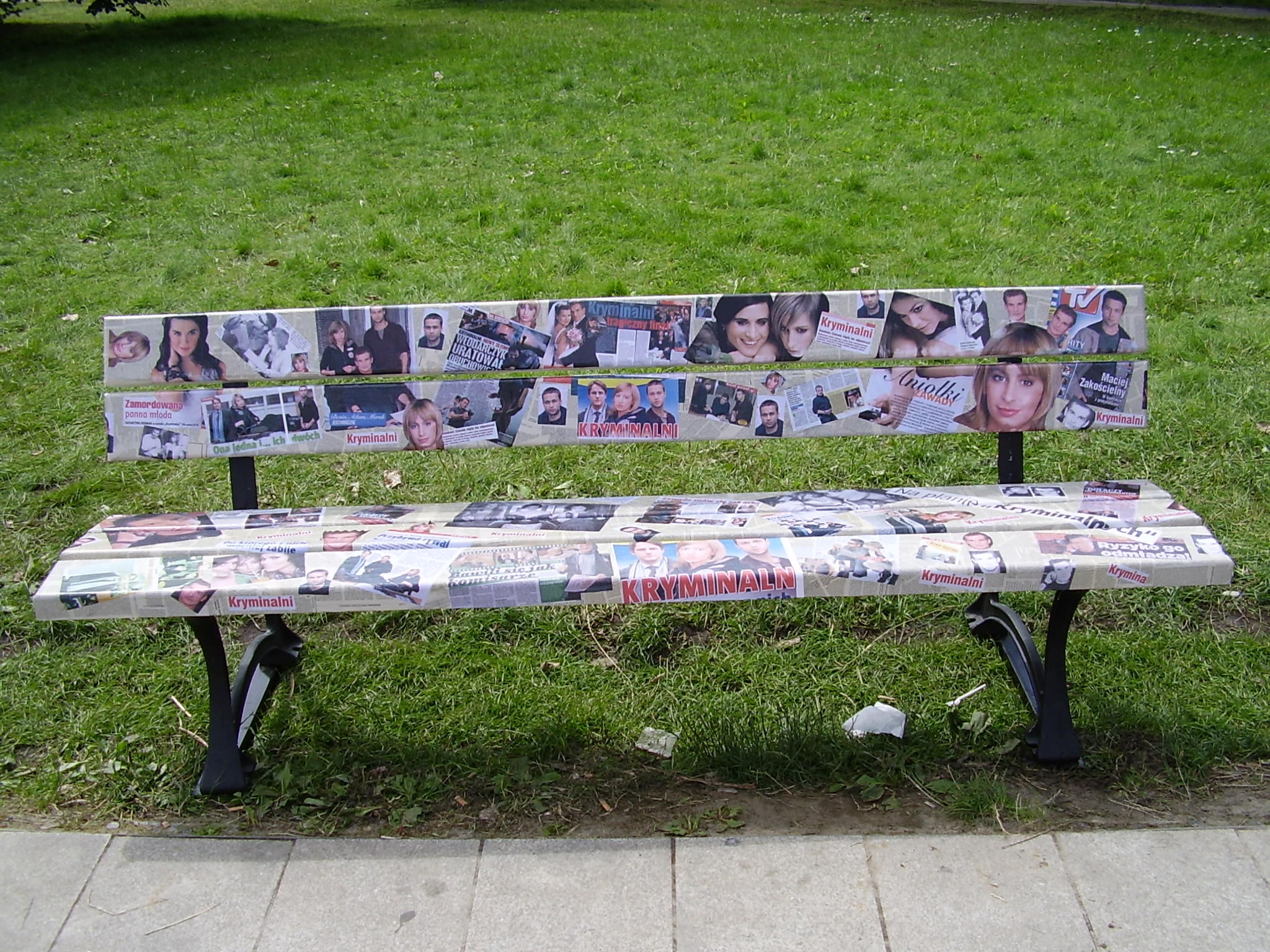
نیمکتی اختصاص‌یافته به مجموعهٔ تلویزیونی جنایی-معمایی کارآگاهان جنایی
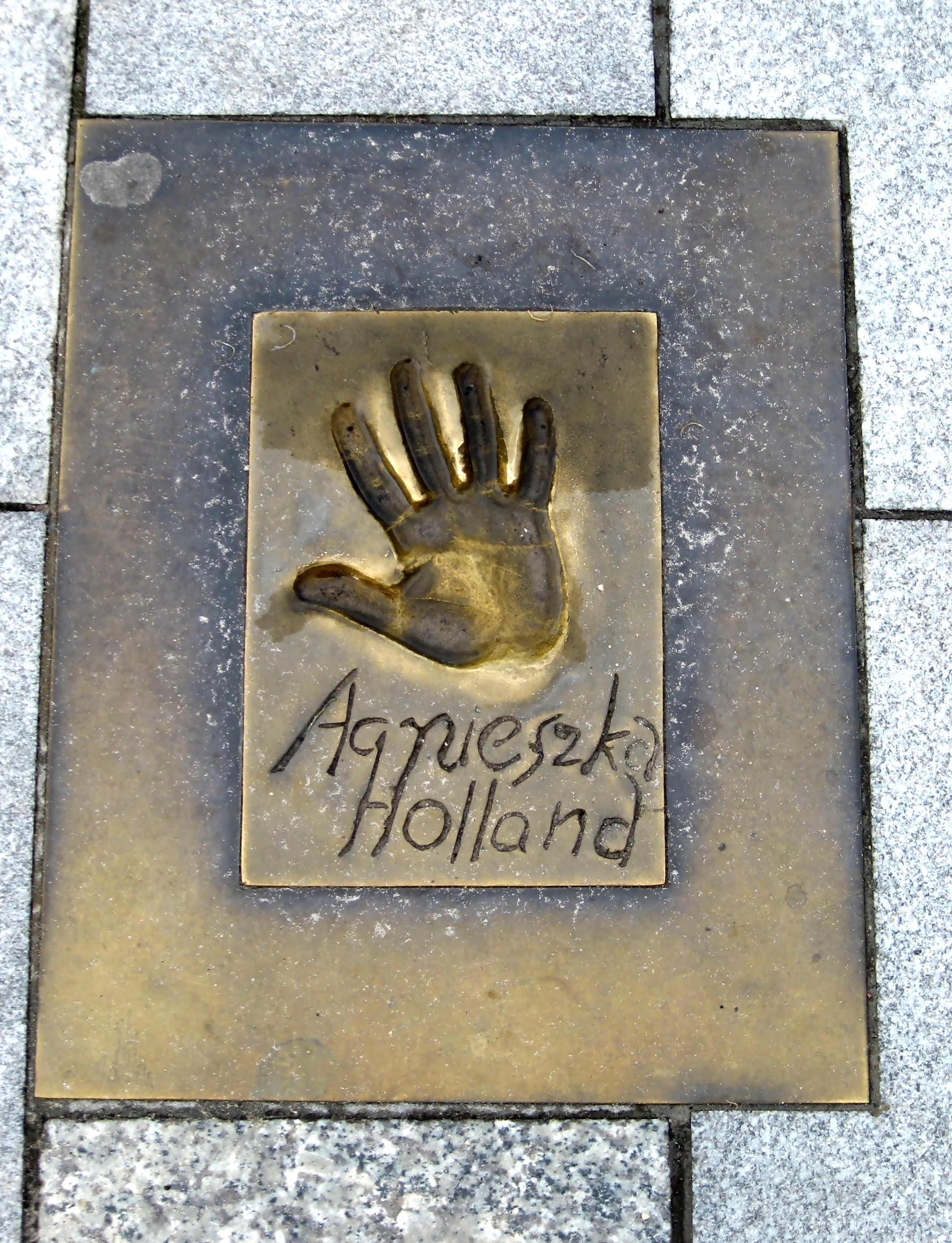
اثر دست آگنیشکا هولاند
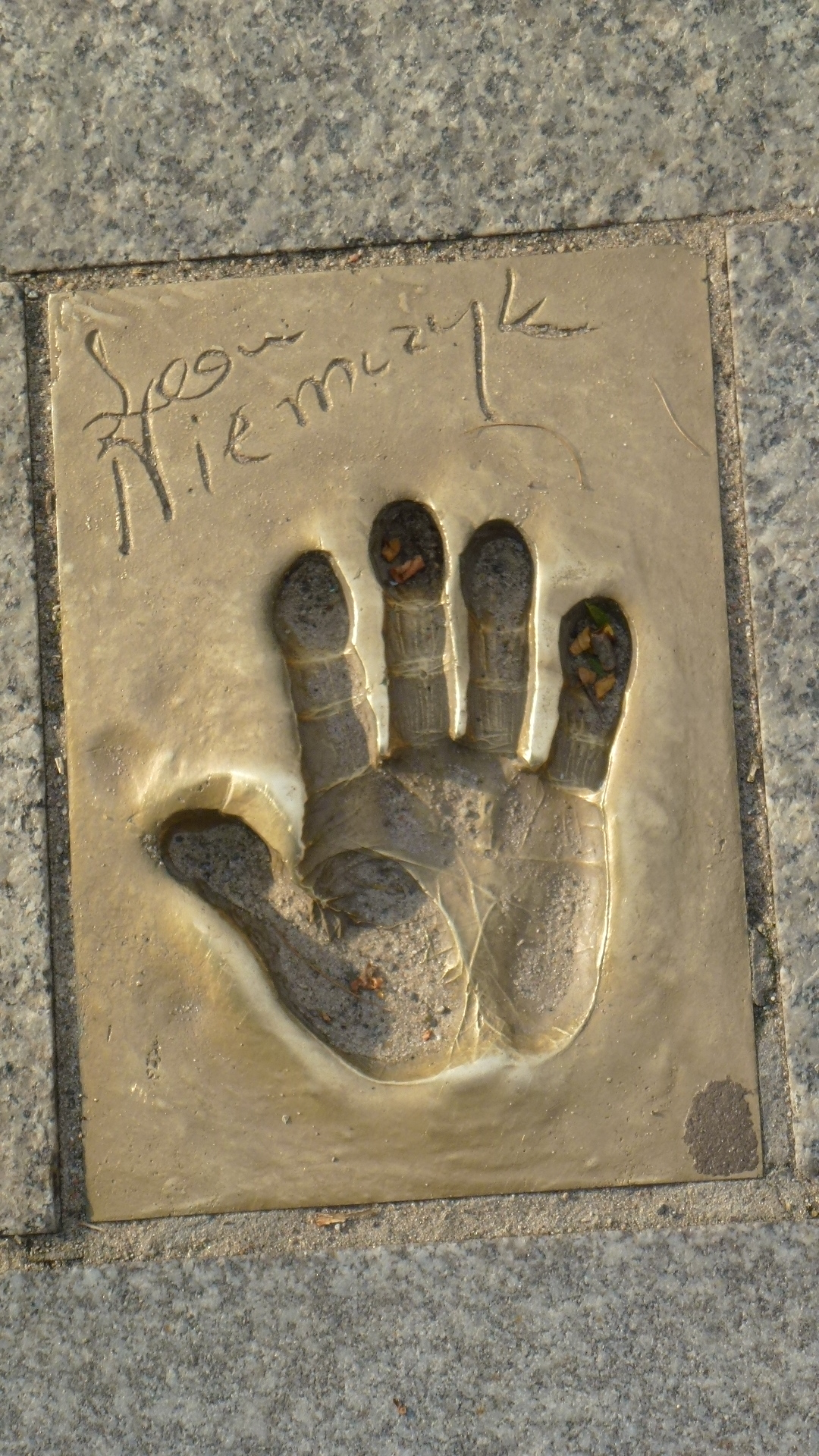
اثر دست لئون نیمچیک